# Phylo grubei
Phylo grubei é uma espécie de anelídeo pertencente à família Orbiniidae.
A autoridade científica da espécie é McIntosh, tendo sido descrita no ano de 1910.
Trata-se de uma espécie presente no território português, incluindo a sua zona económica exclusiva.